# Georgiana Solomon
Pour les articles homonymes, voir Solomon.
Georgiana Margaret Solomon (née Thomson le 18 août 1844 et morte le 24 juin 1933) est une enseignante et militante britannique impliquée dans un large éventail de causes en Grande-Bretagne et en Afrique du Sud. Elle et sa fille Daisy Solomon, sont des suffragettes ; en tant que membres de la Women's Social and Political Union, elles sont emprisonnées pendant la campagne pour le droit de vote des femmes pour avoir brisé les vitres du bureau du Black Rod.

## Enfance
Georgiana Thomson naît près de Kelso en Écosse de George Thomson et Margaret Stuart Thomson (née Scott). Son père est un gentleman farmer infructueux. Elle fait ses études à la Trafalgar House School à Édimbourg et enseigne à l'école du dimanche,.

## Carrière
Du fait des difficultés financières familiales, elle doit trouver un emploi. Elle commence sa carrière comme enseignante à la Trafalgar House School, puis elle est gouvernante dans une famille de Liverpool. Dans les années 1870, le mouvement visant à étendre l'éducation aux jeunes femmes prend de l'ampleur dans le monde anglophone. Un comité de la colonie du Cap dirigé par Andrew Murray met en place le premier établissement de ce type. Par l'intermédiaire de Charles Murray, l'oncle d'Andrew qui est ami de la famille elle est sollicitée pour diriger la Good Hope Seminary High School (en). Elle accepte sur la base d'un contrat pour une année et s'installe au Cap en 1873.

## Mariage et enfants

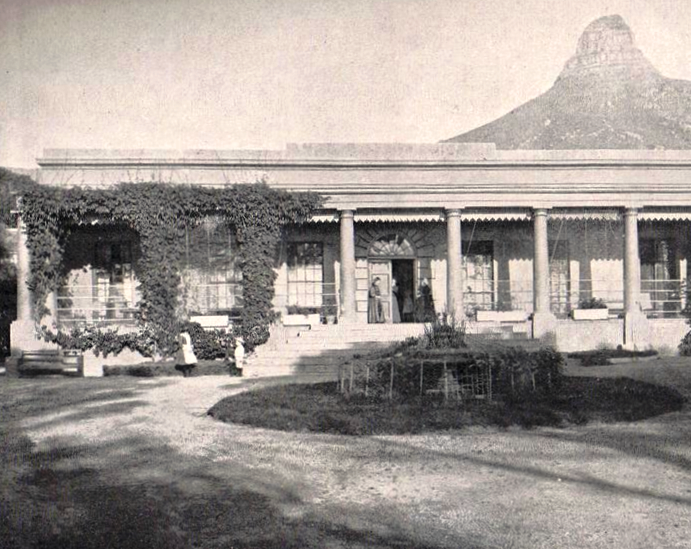
Clarensville House à Sea Point.

Là, elle fait la connaissance de Saul Solomon (en), membre de l'assemblée législative de la colonie du Cap et propriétaire du journal Cape Argus, connu pour sa croyance en l'égalité fondée sur la croyance, la couleur ou la classe. Leurs points de vue concordent sur de nombreux sujets, notamment sur l'éducation des filles : il possède une première édition du polémique Défense des droits de la femme de Mary Wollstonecraft. Bien qu'il ait 56 ans et elle 29, ils se marient le 21 mars 1874 au domicile de Saul Solomon, à Clarensville. doit avoir une altération des vœux de mariage anglicans standard : ni la femme ni le mari ne veulent qu'elle promette de lui obéir. Cependant, les deux ecclésiastiques officiant disent au couple que cela rendra la cérémonie sans autorité, alors les paroles sont incluses. Leur mariage est « idyllique » et le couple a six enfants, quatre garçons et deux filles : Saul, qui devient juge à la Cour suprême d'Afrique du Sud (en) ; Marguerite ; George; William Ewart Gladstone, un peintre qui suit sa mère dans la direction de l'enseignement en tant que directeur de la Bombay School of Art ; Daisy, une suffragette ; et un fils mort en bas âge.
Georgiana Solomon fait partie au Cap d'un cercle de femmes éduquées, progressistes et actives sur le plan politique, notamment l'écrivaine Olive Schreiner, auteure de The Story of an African Farm (en), Mary Brown née Solomon, nièce de Saule Solomon, Emilie Solomon, également nièce de Saul Solomon et première femme présidente de l'Église congrégationaliste unie (en),, Alice Matilda Greene et Elizabeth Maria Molteno, fille du premier ministre du Cap.

## Activisme au Cap

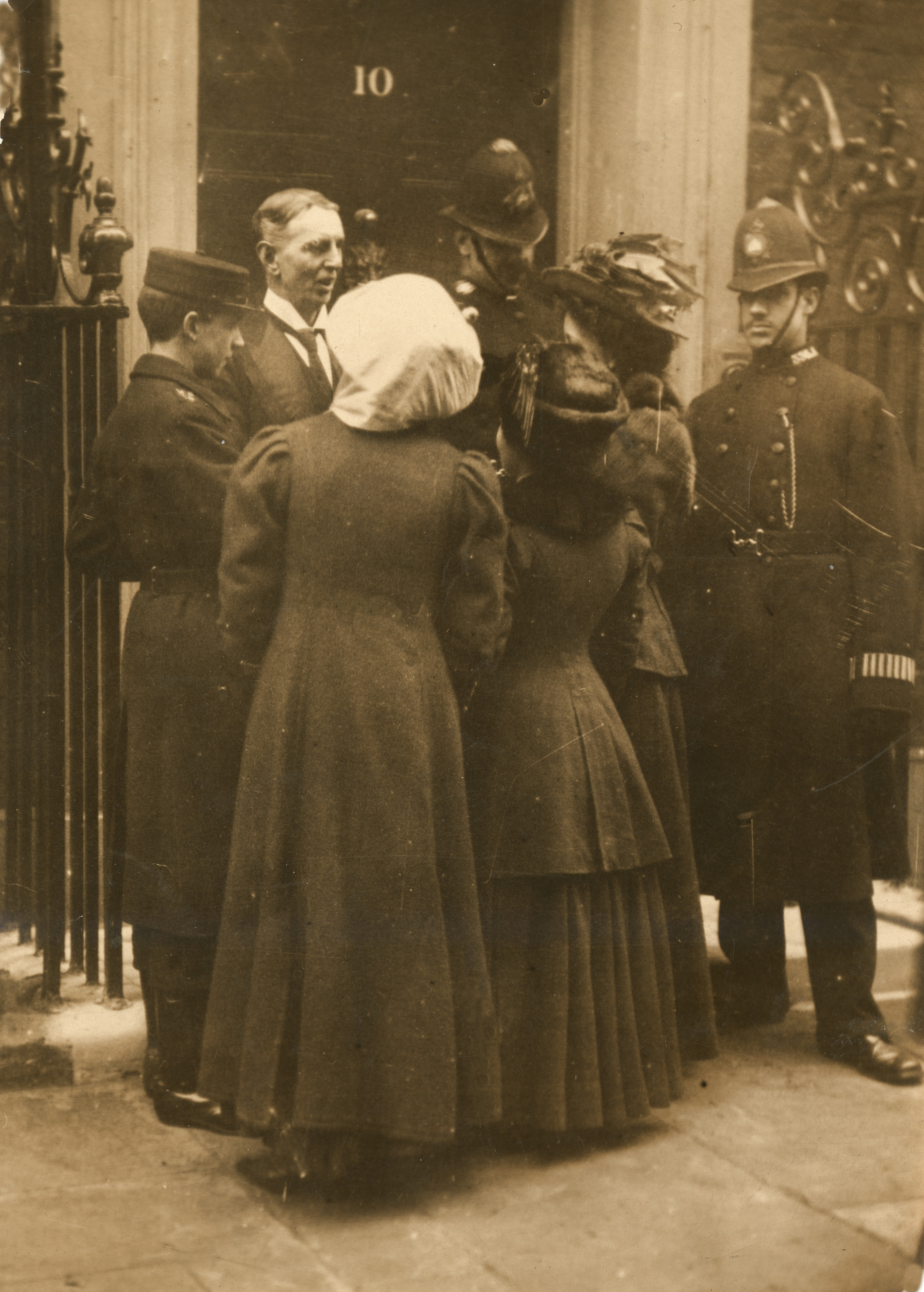
Daisy Solomon et Elspeth Douglas McClelland devant le 10 Downing Street en 1909, essayant de se faire livrer comme lettres.

Ses premières activités de réforme portent sur les problèmes de la prostitution et de l'alcoolisme. Les mouvements de tempérance contre la prostitution sont à leur apogée (pour le contexte, la Ladies National Association for the Repeal of the Contagious Diseases Acts (en) est créée en 1869 par Elizabeth Wolstenholme et Josephine Butler. Elle parle au nom de la Woman's Christian Temperance Union, d'abord en tant que présidente du chapitre de la colonie du Cap et, de 1925 à 1931, comme vice-présidente mondiale.

## Retour en Angleterre
En 1881, Maggie, la fille aînée du couple se noie — tout comme la gouvernante qui tente de la sauver —. Saul Solomon, dont la santé est très altérée, se retire de la vie publique et la famille s'installe à Bedford, en Angleterre, en 1888. Leurs fils fréquentent la Bedford School (en). Saul Solomon meurt en 1892, laissant son épouse avec quatre enfants à élever. Georgiana Solomon s'installe d'abord à Sidcup, dans le Kent, puis à West Hampstead à Londres.
En 1902, Solomon retourne visiter l'Afrique du Sud, où elle participe à la campagne pour le suffrage des femmes. Le 16 octobre 1904, elle cofonde la Suid-Afrikaanse Vrouefederasie (Fédération des femmes sud-africaines) (SAVF) avec Annie Botha (en), épouse de Louis Botha, premier premier ministre de l'Union d'Afrique du Sud.

En 1906, Georgiana devient présidente de la Sidcup Women's Liberation Association (WLA). Georgiana et Daisy Solomon rejoignent toutes deux la Women's Social and Political Union en 1908, et l'année suivante, Georgiana est impliquée dans deux délégations infructueuses auprès du Premier ministre Asquith. La première a lieu en mars et la seconde le 18 novembre 1910, jour du Black Friday, lorsque la délégation est dirigée par Emmeline Pankhurst pour adresser une pétition au Premier ministre Herbert Henry Asquith. Solomon est devant la délégation lorsqu'elles entrent dans l'entrée du président et on lui dit qu'Asquith n'est pas présent, elle demande à voir le colonel Seely qu'elle connait. Seely sort et écoute poliment mais n'envoie pas chercher un ministre pour rencontrer la délégation. Solomon demande alors une autre connaissance, M. Birrell et écrit également une note sur le papier à en-tête de la Chambre des communes à remettre au Premier ministre comme suit :
« Cher Monsieur, – J'ai l'honneur de vous adresser une lettre, parce que j'apprends que vous n'êtes pas présent à la Chambre. Je ne peux donc pas avoir le privilège de vous voir. Je peux donc joindre la résolution qui vous a été remise par le Parlement des femmes de Caxton Hall, et vous demander d'y accorder la même considération sérieuse. 
Les participantes comprennent le Dr Elizabeth Garrett Anderson, le Dr Louisa Garrett Anderson, Anne Cobden-Sanderson, la princesse Sophia Duleep Singh, Dorinda Neligan (en) et Hertha Ayrton.
Le 4 mars 1912, elle est condamnée à une peine d'un mois à la prison de Holloway pour avoir brisé neuf fenêtres du bureau du Black Rod à la Chambre des lords.
Elle quitte la WSPU au moment de la scission de 1913, mais reste active dans d'autres organisations de suffrage, la Women's Freedom League et la Free Church League for Women's Suffrage ainsi que dans le mouvement contre la prostitution en tant que membre de la Ladies' National Society for the abolition of the State Regulation of Vice & for the Promotion of Social Purity. Elle préside la réunion de la Women's Freedom League à son domicile de Hampstead, collectant des fonds pour le Women's Suffrage National Aid Corps, organisée par Myra Sadd Brown, et s'entretient avec Charlotte Despard et Anna Munro, disant qu'elle est « heureuse que la Freedom League continue de faire flotter l'étendard du suffrage » et estime que ce n'est « pas le moment pour que notre mouvement sombre à l'arrière-plan ».
Depuis Londres, elle continue à suivre de près les événements sud-africains, notamment en ce qui concerne le droit de vote des Noirs. Salomon offre l'hospitalité à la délégation en visite dirigée par William Schreiner qui est venu à Londres pour faire pression pour l'égalité de suffrage. Elle s'oppose à la Loi sur l'Afrique du Sud de 1909 qui limite la franchise (contrairement à la Franchise électorale du Cap). C'est alors qu'elle fait la connaissance de Gandhi. Elle s'oppose au Natives Land Act de 1913 qui prive les Noirs du droit de propriété, estimant que la ségrégation raciale est « non-britannique » mais soulignant en 1919 dans sa correspondance la responsabilité de l'Angleterre dans la discrimination envers les Noirs en Afrique du Sud. Elle siège à la direction de la Aborigines’ Protection Society, où elle travaille avec Jane Cobden.
Durant ses dernières années, Salomon se retire des engagements politiques, mais maintient une importante correspondance. Elle meurt le 24 juin 1933 à Eastbourne, dans le Sussex de l'Est et est inhumée dans le cimetière Ocklynge de la même ville.

## Publication
- Echoes of Two Little Voices (1883), poésie concernant la mort prématurée de ses enfants.